# Kościół Santo Spirito in Sassia
Kościół Santo Spirito in Sassia (wł. Chiesa di Santo Spirito in Sassia) – rzymskokatolicki kościół tytularny w Rzymie.
Świątynia ta jest kościołem rektoralnym parafii Santa Maria in Traspontina oraz od 1991 roku kościołem tytularnym, ustanowionym przez papieża Jana Pawła II.
Określenie in Sassia jest związane ze społecznością saską, która osiedliła się w tej okolicy. W VIII wieku dla saskich pielgrzymów z Wessexu wybudowano hospicjum z kościołem.

## Lokalizacja
Kościół znajduje się w XIV Rione Rzymu – Borgo przy Via dei Penitenzieri 12. Wejście główne usytuowane jest od strony Borgo Santo Spirito.

## Historia
Na terenie saskiego hospicjum dla pielgrzymów, ufundowanego przez króla Wessexu Ine w VIII wieku, istniał kościół dedykowany Matce Bożej (łac. Sanctae Mariae Saxonum). W IX wieku, za pontyfikatu Leona IV, odbudowano go po pożarze, który strawił całą dzielnicę. W 1208 roku zmieniono dedykację świątyni na Ducha Świętego.

Herb własny kościoła

Kościół odnowiono za pontyfikatu Sykstusa IV z okazji Roku Jubileuszowego 1475. Kolejne zniszczenie świątyni nastąpiło w czasie Sacco di Roma w 1527 roku. Kościół odbudowano według projektu Antonio da Sangallo w latach 1538–1545. Dzieło wsparł finansowo późniejszy patriarcha Aleksandrii Giulio Cesare Gonzaga di Novellara. Purpurat ten został pochowany na terenie kościoła. Pracami przy fasadzie w latach 1585–1590 kierował Ottaviano Mascherino. Nad okrągłym oknem w fasadzie umieszczono herb papieża Sykstusa V.
Po zsekularyzowaniu dóbr kościelnych w 1867 roku kościół pełnił funkcję kaplicy szpitalnej i kościoła parafialnego dla mieszkańców sąsiednich ulic. Parafię zlikwidowano w 1986 roku. W 1991 roku papież Jan Paweł II ustanowił tytularny kościół kardynalski. Kardynał Camillo Ruini, pełniąc urząd wikariusza generalnego Rzymu ustanowił w kościele Santo Spirito in Sassia Centrum Duchowości Miłosierdzia Bożego. Przy sanktuarium pracują siostry ze Zgromadzenia Sióstr Matki Bożej Miłosierdzia. Rektorem kościoła Santo Spirito in Sassia jest polski ksiądz prałat Józef Bart.

## Architektura i sztuka
Świątynia ma jedną nawę. W ścianach bocznych umieszczono po pięć apsyd z obu boków (ze względu na dużą grubość muru ich kształt nie jest widoczny z zewnątrz). W dziewięciu z nich mieszą się boczne kaplice, natomiast w środkowej po prawej stronie znajduje się wejście boczne. Apsyda na końcu nawy wchodzi w skład prezbiterium.
Ceglana dzwonnica jest starsza od obecnego budynku kościoła i pochodzi z czasów papieża Sykstusa IV. Jest ona usytuowana pod kątem do głównej osi kościoła, co wskazuje, że wcześniejsza świątynia miała nieco inne ustawienie. Dwie najwyższe kondygnacje dzwonnicy mają ceglane doryckie pilastry w narożach i jeszcze jeden pośrodku każdej strony. Każda strona tych dwóch kondygnacji ma cztery identyczne otwory, przedzielone wapienną kolumną dorycką.
Fasada kościoła ma dwie kondygnacje. Na pierwszej umieszczono sześć pilastrów kompozytowych, podtrzymujących belkowanie z pustym fryzem. W każdej z czterech stref bocznych między pilastrami znajduje się pusta nisza z konchą w kształcie muszli. Drugie piętro ma cztery pilastry w tym samym stylu co dolne, podtrzymują one kolejne belkowanie zwieńczone trójkątnym frontonem. W strefach bocznych znajdują się nisze takie, jak w piętrze dolnym. Strefa centralna jest zdominowana przez ogromny oculus, nad którym znajduje się ozdobny herb papieża Sykstusa V.
Ściany zdobią freski takich włoskich malarzy jak: Livio Agresti, Giovanni Battista Lombardelli, Paris Nogari, Gregorio Guglielmi. Wśród obrazów: Nawiedzenie św Elżbiety Marco Pino z 1545, Nawrócenie św. Pawła Francesco Ruviale, Zesłanie Ducha Świętego Jacopo Zucchi z 1588.
Drewniany sufit jest geometrycznie kasetonowany, został on zainstalowany za czasów papieża Pawła III (1534-1549). Rzeźbiona drewniana ambona jest autorstwa Alessandro Castaldo.
Apsyda zamykająca nawę została ozdobiona freskiem Zesłanie Ducha Świętego, natomiast koncha apsydy – Chrystus w chwale zsyłający Ducha Świętego.

### Kaplice boczne
Kaplica Zesłania Ducha Świętego
Pierwsza kaplica po prawej stronie została poświęcona Zesłaniu Ducha Świętego. Malowidła w kaplicy są dziełem Jacopo Zucchi z 1583 roku. Ołtarz przedstawia Zesłanie Ducha Świętego, wizerunek po prawej Proroka Joela, a po lewej św. Jana Chrzciciela.
Kaplica Wniebowzięcia NMP
Druga kaplica po prawej stronie jest poświęcona Wniebowzięciu Najświętszej Maryi Panny. Została wyposażona przez Livio Agresti, który zmarł w 1579 roku, zanim praca została zakończona. W ołtarzu umieszczono Wniebowzięcie. Po lewej stronie jest obraz Narodziny Marii, a po prawej Obrzezanie Jezusa. Agresti nie zdążył ich dokończyć, pierwszy z obrazów ukończył Giovanni Battista Lombardelli, a drugi Paris Nogari.
Kaplica Miłosierdzia Bożego i św. Faustyny
Trzecia kaplica po prawej jest dedykowana Miłosierdziu Bożemu i św. Faustynie. Była ona pierwotnie poświęcona Najświętszemu Sercu Jezusa. Dawniej w ołtarzu znajdowało się Najświętsze Serce autorstwa Raffaele Gagliardi, ale zostało zastąpione przedstawieniem Jezusa Miłosiernego. Flankujące freski przedstawiają Uzdrowienie paralityka i Uzdrowienie niewidomego od urodzenia i są dziełem Agresti.
Kaplica Wniebowstąpienia
Czwarta kaplica po prawej stronie jest poświęcona Wniebowstąpieniu. Ołtarz jest autorstwa Giuseppe Valeriani, który wykonał także inne malowidła w kaplicy. Koncha zawiera fresk przedstawiający świętych z aniołami w niebie.
Kaplica św. Alojzego Gonzagi
Pierwsza kaplica po lewej stronie dedykowana została św. Alojzemu Gonzadze. W ołtarzu umieszczono rzeźbę przedstawiającą świętego autorstwa Ignaziego Iacomettiego. Freski na ścianach i filarach oraz w sklepieniu konchy są autorstwa Cesare Nebbii.
Kaplica Koronacji Matki Bożej
Druga kaplica po lewej stronie poświęcona jest koronacji Matki Bożej jako Królowej Nieba. Ołtarz jest autorstwa Cesare Nebbii. Freski otaczające ołtarz to dzieła Pompeo Cesury.
Kaplica krucyfiksu
Trzecia kaplica po lewej stronie jest poświęcona krucyfiksowi. W ołtarzu umieszczono z XVII-wieczny malowanym drewniany krzyż. Prace freskowe obejmują sceny z Pasji.
Kaplica św. Jana Pawła II
Czwarta kaplica po lewej stronie jest poświęcona papieżowi św. Janowi Pawłowi II, obraz z wizerunkiem patrona kaplicy został podarowany przez kardynała Stanisława Dziwisza w 2006 roku. Dawniej w ołtarzu mieściło się Zdjęcie z krzyża. Flankujące freski przedstawiają Narodzenie Jezusa i Zmartwychwstanie. Freski sklepienia zawierają dwie sceny Upadku Adama i Ewy, a także świętych i proroków.
Kaplica Matki Bożej i św. Jana Ewangelisty
Piąta kaplica po lewej stronie poświęcona jest Matce Bożej i św. Janowi Ewangeliście. Dolny obraz w ołtarzu przedstawia św. Jana i jest autorstwa Andrei Giorgini z 1835 roku, natomiast górny to XIX-wieczna kopia starej ikony, która była w ołtarzu kościoła przed jego przebudową w XVI wieku. Według tradycji była ona darem króla Ine i w związku z tym jest nazywana La Madonna del Re Ina. Flankujące freski przedstawiają próbę męczeństwa św. Jana i są dziełem Marcello Venusti. Freski sklepienia przedstawiają sceny z życia św. Jana, ich autorem prawdopodobnie był Perino del Vaga.

## Kardynałowie diakoni
Kościół Ducha Świętego in Sassia jest jednym z kościołów tytularnych nadawanych kardynałom-diakonom (Titulus Sancti Spiritus in Saxia). Tytuł ten został ustanowiony 28 czerwca 1991 roku przez Jana Pawła II.
- Fiorenzo Angelini (1991-2002), tytuł prezbiterialny pro hac vice (2002-2014)
- Dominique Mamberti (2015-nadal)